# Paul Tauber
Hieronymus Paulus („Paul“) Tauber (* 2. April 1892 in Fürth; † 15. März 1943 in Ingolstadt) war ein deutscher Politiker (KPD). Er war Abgeordneter des Bayerischen Landtages (1927/28).

## Leben
Tauber, Sohn eines Vertreters, war nach einer kaufmännischen Lehre in diesem Beruf tätig. Als Soldat im Ersten Weltkrieg geriet er in britische Kriegsgefangenschaft und kehrte Anfang April 1919 nach Ingolstadt zurück. Er wurde Mitglied der Unabhängigen Sozialdemokratische Partei Deutschlands (USPD), Ende 1920 trat er zur Kommunistischen Partei Deutschlands  (KPD) über. Tauber, der laut Georg Fischer „der geistige „Nährvater“ der Ingolstädter KPD“ war, leitete dort zeitweilig die Ortsgruppe der KPD. 1924 wurde Tauber in den Stadtrat gewählt, konnte das Mandat aber aus beruflichen Gründen nicht annehmen. 1925 gründete er zusammen mit seinem Parteifreund Max Gründl die Kurzwarengroßhandlung Tauber & Gründl in Ingolstadt. Am 10. Oktober 1927 rückte Tauber für Joseph Schlaffer in den Bayerischen Landtag nach und war Mitglied des Landtages bis zum Ende der Legislaturperiode 1928.
Nach der „Machtergreifung“ der Nationalsozialisten 1933 gehörte zu den Organisatoren des Widerstandes in Ingolstadt. Er wurde festgenommen und saß für längere Zeit in sogenannter „Schutzhaft“. Paul Tauber starb am 15. März 1943 an einem Herzschlag.